# Curățele
Curățele est une commune roumaine du județ de Bihor, en Transylvanie, dans la région historique de la Crișana et dans la région de développement du Nord-Ouest.

## Géographie
La commune de Curățele est située dans le sud-est du județ, dans les Monts Pădurea Craiului, le long de la vallée du Räul Nimăiești, affluent du Crișul Negru, à 4 km au nord-est de Beiuș et à 65 km au sud-est d'Oradea, le chef-lieu du județ.
La municipalité est composée des cinq villages suivants, nom hongrois, (population en 2002) :
- Beiușele, Kisbelényes (486) ;
- Cresuia, Kereszély (513) ;
- Curățele, Tisztásfalva (458), siège de la commune ;
- Nimăiești, Nyimesd (888) ;
- Pocioveliște, Pócsafalva (390).

## Histoire
La première mention écrite du village de Curățele date de 1692 sous le nom de Czuracel.
La commune, qui appartenait au royaume de Hongrie, en a donc suivi l'histoire.
Après le compromis de 1867 entre Autrichiens et Hongrois de l'empire d'Autriche, la principauté de Transylvanie disparaît et, en 1876, le royaume de Hongrie est partagé en comitats. Curățele intègre le comitat de Bihar (Bihar vármegye).
À la fin de la Première Guerre mondiale, l'Empire austro-hongrois disparaît et la commune rejoint la Grande Roumanie au traité de Trianon.
En 1940, à la suite du deuxième arbitrage de Vienne et contrairement à la majorité des communes du județ, elle n'est pas annexée par la Hongrie et reste sous la souveraineté roumaine. 

## Politique
| Période                                  | Période  | Identité        | Étiquette     | Qualité |
| ---------------------------------------- | -------- | --------------- | ------------- | ------- |
| Les données manquantes sont à compléter. |          |                 |               |         |
| 1996                                     | En cours | Teodor Mocioran | PDL, puis PNL |         |

| Parti | Parti                                      | Sièges |
| ----- | ------------------------------------------ | ------ |
|       | Parti social-démocrate (PSD)               | 2      |
|       | Parti national libéral (PNL)               | 7      |
|       | Alliance des libéraux et démocrates (ALDE) | 1      |
|       | Parti Roumanie unie (PUR)                  | 1      |

## Religions
En 2002, la composition religieuse de la commune était la suivante :
- Chrétiens orthodoxes, 94,77 % ;
- Adventistes du septième jour, 2,04 % ;
- Baptistes, 1,60 % ;
- Pentecôtistes, 0,98 %.

## Démographie
En 1910, à l'époque austro-hongroise, la commune comptait 3 800 Roumains (98,62 %) et 53 Hongrois (0,38 %).
En 1930, on dénombrait 3 771 Roumains (98,69 %), 11 Hongrois (0,29 %), 8 Juifs (0,21 %) et 30 Tsiganes (0,79 %).
En 1956, après la Seconde Guerre mondiale, 3 754 Roumains (99,79 %) côtoyaient 8 Hongrois (0,21 %).
En 2002, la commune comptait 2 699 Roumains (98,68 %), 5 Hongrois (0,18 %) et 31 Tsiganes (1,13 %).
| 1880  | 1890  | 1900  | 1910  | 1920  | 1930  | 1941  | 1956  | 1966  |
| ----- | ----- | ----- | ----- | ----- | ----- | ----- | ----- | ----- |
| 2 905 | 3 094 | 3 285 | 3 853 | 3 771 | 3 821 | 3 891 | 3 762 | 3 383 |

| 1977  | 1992  | 2002  | 2007  | - | - | - | - | - |
| ----- | ----- | ----- | ----- | - | - | - | - | - |
| 3 363 | 2 735 | 2 735 | 2 647 | - | - | - | - | - |

## Économie
L'économie de la commune repose sur l'agriculture et l'élevage.

## Communications

### Routes
Curățele est située à proximité de la route nationale DN76 Oradea-Beiuș.

## Lieux et monuments
- Beiușele, église orthodoxe datant de 1865[5] ;
- Cresuia, église orthodoxe datant de 1886[5] ;
- Curățele, église orthodoxe datant de 1861[5] ;
- Nimăiești, église orthodoxe datant de 1870[5] ;
- Pocioveliște, église orthodoxe datant de 1906[5].